# Tag det namnet Jesus med dig
Tag det namnet Jesus med dig eller Jesusnamnet, tag det med dig är en psalm med fyra verser, som med refrängen blir 10-radiga, av Lydia Baxter diktad år 1871. Erik Nyström översatte psalmen till svenska år 1878. Texten bearbetades 1960 av Daniel Hallberg. Den finns med i flera olika psalm- och sångböcker. 
Melodin densamma som till nr 105 i Hemlandstoner och nr 420 Sjungen syskon under vägen i Svenska Missionsförbundets sångbok 1920 som utkom med noter 1921. Texten tonsattes 1871 av William Howard Doane. Psalmen ska framföras Något raskt i (f-moll 4/4-dels takt i M. kl. 302, i melodiklass 8. 7. 8. 7. 3. 3. 7. 3. 3. 7. )

## Publicerad i
- Sionstoner 1889 som nr 600 under rubriken "Sånger om frälsningen. Om Jesu person"
- Hjärtesånger 1895 som nr 53 under rubriken "Om Jesu namn etc."
- Svenska Missionsförbundets sångbok 1920 som nr 107 under rubriken "Jesu lidande".
- Svensk söndagsskolsångbok 1929 som nr 55 under rubriken "Jesu person och namn"
- Frälsningsarméns sångbok 1929 som nr 355 under rubriken "Jubel, erfarenhet och vittnesbörd".
- Musik till Frälsningsarméns sångbok 1930 som nr 355
- Sionstoner 1935 som nr 466 under rubriken "Nådens ordning: Trosliv och helgelse"
- Guds lov 1935 som nr 58 under rubriken "Nyårssånger"
- Sions Sånger 1951 som nr 189.
- Förbundstoner 1957 som nr 55 under rubriken "Guds uppenbarelse i Kristus: Jesu namn".
- Segertoner 1960 som nr 140 med inledningsfrasen "Jesusnamnet, tag det med dig".
- Frälsningsarméns sångbok 1968 som nr 349 under rubriken "Det Kristna Livet - Jubel och tacksägelse".
- Sions Sånger 1981 som nr 161 under rubriken "Kristlig vandel".
- Lova Herren 1988 som nr 43 under rubriken "Guds son och återlösningen. Jesu Kristi namn".
- Segertoner 1988 med inledningsfrasen "Jesusnamnet, tag det med dig" som nr 364 under rubriken "Fader, son och ande - Jesus, vår Herre och broder".[1]
- Frälsningsarméns sångbok 1990 som nr 370 under rubriken "Frälsning".